# Korea Electric Power Corporation
Korea Electric Power Corporation (кор. 한국전력공사?, 韓國電力公社?, Корейская электроэнергетическая корпорация, NYSE: KEP, KRX: 015760), более известная как KEPCO (хангыль : 켑코) или Hanjeon (хангыль: 한전), является крупнейшей электроэнергетической компанией в Южной Корее, отвечающей за производство, передачу и распределение электроэнергии, а также за развитие электроэнергетических проектов, в том числе в атомной энергетике, ветроэнергетике и угольной энергетике. По состоянию на 2011 год KEPCO через свои дочерние компании отвечает за 93% выработки электроэнергии в Корее. Правительство Южной Кореи (прямо или косвенно) владеет 51,11% акций KEPCO. Вместе со своими аффилированными и дочерними предприятиями установленная мощность KEPCO составляет 65 ГВт. В рейтинге крупнейших мировых компаний Fortune Global 500 за 2011 год компания занимает 271-е место. KEPCO является членом Всемирного энергетического совета, Всемирной ядерной ассоциации и Всемирной ассоциации ядерных операторов. По состоянию на август 2011 года KEPCO имеет кредитный рейтинг A+ от Fitch Ratings, в то время как Moody's присвоило KEPCO стабильный рейтинг A1.
Штаб-квартира KEPCO, первоначально расположенная в Самсондоне, Сеул, была переведена в город Наджу в провинции Южная Чолла в августе 2014 года в рамках государственной программы децентрализации. Этот шаг, над которым работали в течение многих лет, вызвал многочисленные споры. Президент и главный исполнительный директор KEPCO — Чон Кап Ким.

## История
KEPCO ведет свое происхождение от Hanseong Jeongi Hoesa (Seoul Electric Company), основанной в 1898 году во времена династии Чосон. Объявление Постановления о контроле за электричеством в Чосен колониальным правительством Кореи в марте 1943 г. ознаменовало интеграцию нескольких электрических компаний в Корейскую электроэнергетическую компанию. Корейская электрическая компания (KECO), созданная в результате интеграции Корейской электроэнергетической компании и двух распределительных компаний, Gyeongsung Electric Company и South Korea Electric Company, основана 1 июля 1961 года. В 1982 году KECO стала полностью государственной компанией и была переименована в Корейскую электроэнергетическую корпорацию (KEPCO).
KEPCO была включена в состав Корейского композитного индекса цен на акции (KOSPI) 10 августа 1989 года, а затем, в 1994 году, на Нью-Йоркской фондовой бирже. В 1996 году KEPCO была названа генеральным подрядчиком проекта многонациональной Организации по развитию энергетики Корейского полуострова (KEDO) по строительству атомной электростанции с легководным реактором в Северной Корее , проект, от которого в конце концов отказались в 2006 году . После попытки правительства Кореи реструктурировать электроэнергетику, которая началась в середине 1990-х годов, 23 декабря 2000 года был провозглашен Закон о содействии реструктуризации электроэнергетики , после чего производство электроэнергии было разделено. в Korea Hydro & Nuclear Power, дочернюю компанию, отвечающую за атомную и гидроэнергетику, и пять компаний по производству тепловой энергии: Korea South-East Power, Korea Midland Power, Korea Western Power, Korea Southern Power и Korea East-West Power.
В октябре 2012 года Корейская корпорация страхования депозитов продала свои 3,6% своей доли в KEPCO за вознаграждение в размере около 550 миллионов долларов.

## Хронология
- Март 1887 г. — Установлены первые электрические фонари (дворец Кёнчунг внутри дворца Кёнбок ).
- Январь 1898 г. — Основание компании Hansung Electric.
- Апрель 1900 г. — Компанией Hansung Electric установила три уличных фонаря в Чонно (первое в мире освещение в общественных местах).
- Март 1944 г. — Завершение строительства ГЭС Супунг (600 МВт).
- Июль 1961 г. — Учреждена Корейская электроэнергетическая компания с Законом о предприятиях электроэнергетики (были объединены три электрические компании).
- Апрель 1964 г. — Впервые после национального освобождения разрешена ограниченная передача электроэнергии.
- Декабрь 1965 г. — Обнародован Закон о содействии электрификации сельскохозяйственных и рыболовецких деревень.
- Май 1968 г. — Мощность электростанций превысила 1 000 МВт.
- Апрель 1978 г. — Завершено строительство 1-го энергоблока АЭС Кори (587 МВт)
- Январь 1982 г. — Создание Корейской электроэнергетической корпорации[17].
- Август 1989 г. — В списке Корейской фондовой бирже под номером 2.
- Октябрь 1994 — Впервые котируется на Нью-Йоркской фондовой бирже.
- Февраль 1995 г. — Выигран тендер на эксплуатацию электростанции Малайя на Филиппинах.
- Август 1997 г. — подготовка к строительству АЭС КЕДО.
- Июль 2000 г. — Максимальная потребляемая электрическая мощность превысила 40 ГВт.
- Апрель 2001 г. — Разделение бизнеса на шесть дочерних предприятий по производству электроэнергии.
- Июнь 2002 г. — Завершено строительство электростанции комбинированного цикла в Илиджане, крупнейшей на Филиппинах.
- Ноябрь 2005 г. — Повышено напряжение до 220 В для распределительной линии и начато электроснабжение промышленного комплекса Гэсунг.
- Июнь 2006 г. — Награждена премией Эдисона.
- Сентябрь 2006 г. — Начало работы независимого проектного подразделения.
- Декабрь 2009 г. — АЭС впервые экспортирована за границу (ОАЭ).
- Декабрь 2011 г. — Шесть лет подряд признаётся учреждением, свободным от коррупции, в антикоррупционной оценке и 13 лет подряд занимает первое место по степени удовлетворенности клиентов.
- Февраль 2012 — Завершено строительство электростанции Аль-Катрана в Иордании.
- Декабрь 2012 г. — Занимает первое место в государственном секторе 14 лет подряд.
- Октябрь 2013 г. — Проведение Всемирного энергетического совета, крупнейшего и наиболее влиятельного энергетического мероприятия в мире, в Тэгу.
- Декабрь 2014 г. — Переезд в инновационный город Битгарам, открытие эры Энергетической долины.
- Октябрь 2015 г. — Успешно проведена международная выставка технологий электроэнергетики Битгарам (BIXPO 2015).
- Май 2016 г. — Признана ведущей электроэнергетической компанией в рейтинге Platts 2016 г.
- Август 2016 — Выиграла премию CIO 100 Award 2016, впервые среди корейских компаний.
- Октябрь 2016 г. — Подписано соглашение о создании совместного предприятия для эксплуатации электростанции в ОАЭ.

## Дочерние компании
KEPCO состоит из шести генерирующих компаний и четырех дочерних компаний в смежных сферах деятельности. Он также владеет долей в четырех аффилированных компаниях.

### Энергетические компании
- Korea Hydro & Nuclear Power (KHNP) эксплуатирует 21 АЭС и 27 гидроэлектростанций в Корее, на которые приходится 18 ГВт суммарной мощности (на декабрь 2010 г.).
- Корейская Юго-Восточная энергокомпания (KOSEP) управляет Подразделением ТЭЦ Самчхонпо и ТЭЦ Ёнхын, имеет 9 ГВт общей мощности (по состоянию на декабрь 2010 г.).
- Korea Midland Power (KOMIPO) управляет территориальным подразделением теплоэлектростанции в Порёнге и теплоэлектростанцией Ёнхын, а также владеет 9,4 ГВт общей установленной мощности (на декабрь 2010 г.).
- Korea Western Power управляет ТЭЦ Тэан и имеет общую установленную мощность 9,6 ГВт на 8 угольных станциях, 24 газовых станциях комбинированного цикла, 4 нефтяных и 4 гидроаккумулирующих агрегатах.
- Korea Southern Power (KOSPO) управляет подразделением теплоэлектростанции Хадонг и имеет 9,6 ГВт общей установленной мощности на декабрь 2010 г.
- Korea East-West Power : управляет угольными электростанциями Дангджин и Хонам, имеет в общей сложности 9,5 ГВт установленной мощности на декабрь 2010 г.

### Прочие дочерние компании
- KEPCO E&C : KEPCO Engineering & Construction (KEPCO E&C) - комплексная инжиниринговая компания, которая разрабатывает и проектирует атомные и тепловые электростанции. KEPCO владеет 77,94% акций KEPCO E&C.
- Korea Nuclear Fuel (KNF): Korea Nuclear Fuel специализируется на разработке и производстве ядерного топлива, а также на оказании услуг по инжинирингу топлива. KNF — единственный в мире производитель ядерного топлива для легководных (LWR) и тяжеловодных (HWR) реакторов. Доля KEPCO в KNF составляет 96,4%.
- Korea Plant Service & Engineering: компания Korea Plant Service & Engineering на 75% принадлежит KEPCO. Она предоставляет услуги по техническому обслуживанию корейских предприятий по производству, передаче, трансформации и промышленным объектам.
- Korea Electric Power Data Network: на 100% принадлежит KEPCO, предоставляет ИТ-услуги, охватывающие весь спектр электроэнеретики от генерации и передачи до распределения и продажи.

### Дочерние компании
- Korea Electric Power Industrial Development Corporation
- Korea Gas Corporation
- Korea District Heating Corporation
- LG UPlus Corporation

### Зарубежные офисы
- Филиал в Абу-Даби - Muroor Road (4-я улица), al Mamoura, B Po Box 112010, Абу-Даби, ОАЭ
- Офис KEPCO в Китае - 2702, Tower A, Tianyuangang Center No. C2, Dongsanhuanbeilu, район Чаоян, Пекин, 100027, Китай
- Офис KEPCO в Нью-Йорке - 400 Kelby Street, Parker Plaza 7th Floor, Fort Lee, NJ 07024, США
- Офис KEPCO в Токио - 3-й эт. Toranomon Denki BLDG, 2-8-1 Минакоку, Токио, Япония
- Офис KEPCO в Ханое - 1112, Charm Vit Tower, 117 Tran Duy Hung, Cau Giay, Ханой, Вьетнам
- Офис KEPCO в Йоханнесбурге - 18-й этаж, Sandton City Tower Corner Rivonia Road и 5th St. Sandton PO Box 786703, Sandton City 2146, Южная Африка
- Офис KEPCO в Лондоне - 36 Old Jewry, Лондон EC2R 8DD, Великобритания
- Офис KEPCO в Иране - 6-й этаж башни Армаган, № 13, улица Восточная Армаган, проспект Африки, Тегеран, Иран
- Офис KEPCO в Доминиканской Республике - ESD Building, No. 63, Mario Garcia Alvarado St., Ens. Кискейя, Санто-Доминго, Доминиканская Республика

## Операции

### Внутри страны
В Корее KEPCO в основном обеспечивает электроэнергией промышленных, коммерческих, жилых, образовательных и сельскохозяйственных потребителей. По состоянию на 31 декабря 2011 года общая установленная генерирующая мощность KEPCO составляла 67 ГВт, производимая 503 энергоблоками, включая атомные, нефтяные, угольные, на сжиженном природном газе, гидроэнергетические, ветровые и солнечные источники. На конец 2011 года протяженность линий электропередачи KEPCO составляла 31 249 км.

### Ядерный бизнес
Участие KEPCO в секторе ядерной энергетики варьируется от проектирования атомных электростанций до ядерного топлива, ввода в действие, эксплуатации, технического обслуживания и вывода из эксплуатации. Строительство атомных электростанций KEPCO осуществляется крупными корейскими строительными компаниями, а изготовление основных элементов атомной электростанции осуществляется такими компаниями, как Doosan Heavy Industries & Construction и Westinghouse Electric Company . В 2009 году KEPCO выиграла тендер на строительство четырех блоков реактора APR-1400 в Объединенных Арабских Эмиратах в Бараке.
В октябре 2013 года вице-президент KEPCO вместе со 100 другими сотрудниками был обвинен в подделке документов по безопасности.
В 2017 году KEPCO проявила интерес к участию в постройке АЭС Мурсайд в Великобритании, но в дальнейшем вышла проекта.
В октябре 2020 года KEPCO подписала меморандум о взаимопонимании с Daewoo Shipbuilding & Marine Engineering разработке плавучей атомной электростанции на базе  небольшого модульного реактора BANDI-60 электрической мощностью 60 МВт, который разрабатывается с 2016 года .

### Зарубежная деятельность
Заграничная деятельность KEPCO началась в 1993 году, когда компания получила контракт на консультирование по техническому обслуживанию АЭС Гуандун в Китае. В настоящее время KEPCO участвует в проектах в 13 странах мира. В 1996 году KEPCO вышла на рынок электроэнергии Филиппин, получив контракт на реконструкцию и эксплуатацию теплоэлектростанции в Малайе. В 1996 году KEPCO выиграла тендер на строительство газовой электростанции с комбинированным циклом в Илижане, проект строительства-эксплуатации-передачи мощностью 1200 МВт. Сегодня KEPCO управляет четырьмя электростанциями на Филиппинах, в том числе комплексом электростанций Нага и электростанцией Circulating Fluidized Bed Combustion Power Plant в Себу, всего компания контролирует 12% от установленной генерирующей мощности страны.
В апреле 2012 года KEPCO заключила контракт ICPO стоимостью $ 400 млн с австралийской компании Boutique Coal, чтобы использовать в качестве топлива дешевые угольные брикеты, улучшающие эффективность сгорания на 30%, снижающие SOx и NOx более чем на 80% и значительно снижающие СО2. Исследовательское подразделение KEPCO попыталось получить данные об интеллектуальной собственности и перепроектировать продукт для собственного использования. В результате Boutique Coal разорвал все отношения с KEPCO и объявил компанию менее чем заслуживающей доверия.
В области консультаций по передаче и распределению энергии KEPCO реализовала проекты в Мьянме, Камбодже, Вьетнаме, Индонезии, Ливии, Украине, Парагвае и Египте. KEPCO вошла в ветроэнергетику Китая, приняв участие в ветроэнергетическом проекте Ганьсу, первый этап строительства которого начался в 2007 году. KEPCO также владеет долей участия в ветроэнергетических проектах во Внутренней Монголии и Ряонине, а также в китайской провинции Шаньси. В 2010 году консорциум под руководством KEPCO, включающий Samsung C&T и корейскую фирму Techint, получил контракт на строительство и эксплуатацию газовой электростанции с комбинированным циклом Norte II в мексиканском штате Чиуауа. В 2005 году KEPCO начала поставлять электроэнергию в промышленный регион Кэсон в Северной Корее.

### Разработка ресурсов
Чтобы поднять уровень самообеспеченности топливом до 60 % к 2020 году, в 2010 году KEPCO приобрела угольную шахту Билонг в Австралии у компании Anglo American PLC. Также в 2010 году KEPCO купила 20 % акций Bayan Resources в Индонезии, что позволило компании повысить уровень самообеспеченности углем на 7 миллионов тонн ежегодно с 2015 года. В 2009 году KEPCO приобрела 1,5 % акций индонезийской компании Adaro Energy, таким образом ежегодно добывая 3 миллиона тонн угля. Что касается закупок урана, в 2009 году KEPCO приобрела 17 % акций Denison Mines Corp. в Канаде, а также 10 % акций уранового рудника Имурарен компании Areva SA в Нигере. В 2010 году KEPCO подписала соглашение с Areva о совместной разработке урановых рудников.
В начале 2010 года KEPCO объявила, что к 2030 году инвестирует более 7 миллиардов долларов в свой бизнес по производству интеллектуальных сетей, чтобы сделать распределение электроэнергии более эффективным и снизить выбросы парниковых газов в Корее. KEPCO — одна из 168 корейских и зарубежных компаний, принимающих участие в демонстрационном проекте Jeju Smart Grid, который начался после объявления Корейской национальной дорожной карты по интеллектуальным сетям в 2009 году. В июне 2011 года было объявлено, что KEPCO будет сотрудничать с IBM в создании центра Total Operations Center на демонстрационном комплексе Jeju Smart Grid Test-Bed.

## Внешние ссылки
- kepco.co.kr — официальный сайт Korea Electric Power Corporation